# Arrow Electronics
Arrow Electronics Incorporated is een internationale onderneming actief in distributie en verkoop van halfgeleiders, elektronica en hardware.
Arrow Electronics Incorporated is statutair gevestigd in Engelwood, Colorado, Verenigde Staten.
Een distributiecentrum van Arrow Electronics is gevestigd in Venlo (Limburg, Nederland).

## Overnames
In 2010 en 2011 heeft Arrow Electronics Incorporated een aantal overnames verricht:
- December 2011: Flection, Nederland, hergebruik van elektronica
- Augustus 2011: Chip One Stop, Japan,  platform voor elektronica handel, met USD 48 miljoen omzet in 2010
- Augustus 2011: InScope, Virginië, automatiseringsadvies
- Juni 2011: Seed International, China, soortgelijk aan Arrow Electronics
- Mei 2011: Cross Telecom, Minnesota, telecommunicatie
- April 2011: Pansystem, Rome, kabelbomen
- December 2010: Diasa Informatica, Spanje & Portugal, groothandel computer apparatuur, met USD 250 miljoen omzet in 2009
- November 2010: Intechra, Mississippi, hergebruik van elektronica, met USD 75 miljoen omzet in 2009
- Oktober 2010: RF, Wireless and Power divisie van Richardson Electronics, met USD 350 miljoen omzet in 2009
- September 2010: Nu Horizons Electronics, New York, soortgelijk aan Arrow Electronics, wereldwijd, met USD 671 miljoen omzet in 2009
- Augustus 2010: Shared Technologies, wereldwijd, telecommunicatie, met USD 250 miljoen omzet in 2009
- Juni 2010: Sphinx, Groot-Brittannië, groothandel computer apparatuur, met USD 82,5 miljoen omzet in 2009